# Космологія брани
Космологія брани має відношення до  фізики частинок та космології, вона пов’язана із теорією струн, теорією суперструн та М-теорією .

## Брана  і гіперпростір
Видимий тривимірний Всесвіт обмежений браною всередині простору більш високих розмірів, який називається "основною масою" або  "гіперпростором".  Якщо додаткові розміри компактні, то спостережуваний Всесвіт містить додатковий вимір, і  жодне посилання на основну частину не є доречним. У масовій моделі, принаймні, деякі додаткові розміри є великими (можливо, нескінченними), і інші брани можуть рухатися через цю велику частину. Взаємодія з основною масою,  може впливати на нашу брану і вводити ефекти, яких не спостерігається у більш стандартних космологічних моделях.

## Чому сила тяжіння слабка, а космологічна постійна мала
Деякі версії космології брани можуть пояснити слабкість гравітації відносно інших фундаментальних сил природи, вирішуючи в деякій мірв проблему ієрархії . На зображенні брани електромагнітна, слабка і сильна ядерна сила локалізовані на брані, але гравітація не має такого обмеження і поширюється на весь  об'ємний простір-час. Значна частина гравітаційної сили "перетікає" в основну масу. Тому, сила тяжіння повинна бути значно сильнішою на малих (субатомних або принаймні субміліметрових) масштабах, де "витекло" менше сили гравітації. В даний час проводяться різні експерименти для перевірки цього. Розширення  ідеї додаткового виміру із суперсиметрією видається перспективним для вирішення указаної проблеми космологічної константи .

## Моделі космології бран
Одна з перших задокументованих спроб застосувати космологію брани  появилася в 1983 р.
Звичайні частинки утримуються в потенційній ямі, вузькій уздовж {\displaystyle N} просторових напрямків та плоскій вздовж трьох інших. Тому автор запропонував певну п'ятивимірну модель  {\displaystyle (3+N)+1}
У 1998/99 р. Мераб Гогберашвілі опублікував на arXiv ряд статей, в яких зазначив: якщо Всесвіт розглядати як тонку оболонку ( брану), що розширюється в 5-мірному просторі, то є можливість отримати одну шкалу для теорії частинок, яка відповідає 5-мірній космологічній постійній та товщині Всесвіту. І це  вирішує проблему ієрархії . Гогберашвілі також довів, що чотиривимірність Всесвіту є результатом вимог  стійкості, описаної математичною теорією і складова рівнянь поля Ейнштейна,  дає обмежене рішення для речовинних полів  і збігається з однією з умов стійкості.
У 1999 році було запропоновано тісно пов'язані сценарії Рендалла – Сандрума, RS1 та RS2. Ці  моделі космології брани привернули значну увагу. Так у 2000 р. появилась схожа модель Чунг-Фріза, яка має додатки для просторово-часової метричної інженерії.
Пізніше з'явилися пропозиції до великого вибуху, циклічні  та екпіротичні   пропозиції. Екпіротична теорія припускає, що  спостережуваний Всесвіт появився в результаті зіткнення двох паралельних бран.

## Емпіричні тести
В даний час не відомі експериментальні  докази великих надмірних розмірів, як того вимагають моделі Рендалла – Сандрума. Аналіз результатів Великого адронного колайдера в грудні 2010 року значно обмежують чорні діри, які виникають у теоріях з великими додатковими розмірами. Нещодавня гравітаційна хвиля з кількома месенджерами GW170817  була використана для встановлення слабких обмежень на великі додаткові розміри.